# Saxis
Saxis és una població dels Estats Units a l'estat de Virgínia. Segons el cens del 2000 tenia 337 habitants.

## Demografia
Segons el cens del 2000, Saxis tenia 337 habitants, 148 habitatges, i 100 famílies. La densitat de població era de 394,3 habitants per km².
Dels 148 habitatges en un 19,6% hi vivien nens de menys de 18 anys, en un 50,7% hi vivien parelles casades, en un 11,5% dones solteres, i en un 31,8% no eren unitats familiars. En el 26,4% dels habitatges hi vivien persones soles el 16,9% de les quals corresponia a persones de 65 anys o més que vivien soles. El nombre mitjà de persones vivint en cada habitatge era de 2,28 i el nombre mitjà de persones que vivien en cada família era de 2,71.
Per edats la població es repartia de la següent manera: un 16,6% tenia menys de 18 anys, un 5,3% entre 18 i 24, un 24,6% entre 25 i 44, un 27,3% de 45 a 60 i un 26,1% 65 anys o més.
L'edat mediana era de 47 anys. Per cada 100 dones de 18 o més anys hi havia 96,5 homes.
La renda mediana per habitatge era de 18.125 $ i la renda mediana per família de 23.333 $. Els homes tenien una renda mediana de 26.750 $ mentre que les dones 19.250 $. La renda per capita de la població era de 13.404 $. Entorn del 17,9% de les famílies i el 19,9% de la població estaven per davall del llindar de pobresa.

## Poblacions més properes
El següent diagrama mostra les poblacions més properes.